# Mediaș
Mediaș là một đô thị thuộc hạt Sibiu, România. Dân số thời điểm năm 2002 là 55203 người.